# 觉海禅寺
觉海禅寺为位于中国浙江省湖州市德清县新市镇觉海寺路（原中山街）迎圣桥北堍的一座佛教禅寺，南临市河，始建于唐元和十年（815），原名兴善寺，北宋治平二年（1065）改今额。建筑屡毁屡建，抗战时期殿宇大部分被毁，1991年后陆续重建。
寺基原东至菩萨桥，西含今德清县第三中学校址，北含东、西塔院（僧众墓地），今占地面积4000平方米，中轴线上依次为山门（伽蓝殿）、天王殿（金刚殿）、接凡桥（桥下为七宝池，又名仙池、放生池）、大雄宝殿、灵泉山观音殿（大士殿）和西方三圣殿，东西侧为僧寮，放生池东侧为钟楼。
古新市仙潭十景及明代仙潭八景该寺即占其四，分别为塔院松风、佛舍灵芝、香市烟縻和仙池夜月。

## 主要建筑
寺院建筑包括大雄宝殿、天王殿、接凡桥、放生池、观音殿、罗汉堂、迎圣桥等。

### 大雄宝殿
初建于晋，毁于明武宗正德十年（1515年）一场大水。现在的大雄宝殿系1996年12月第三次重修。新殿面积430平方米，五开间，宽近22米，进深约10米，高近19米。上盖紫红色琉璃瓦，屋顶避雷针两旁双龙抢珠；二尖有飞禽走兽；上下两层，四方八角，每角挂有铜风铃；周围柱头樟木雕刻五百罗汉，尊尊装金；上下廊檐有百鸟朝凤图；18对门窗扇雕刻全本西游记，红漆金色。大殿青石门槛，走进正门即脚踏莲花。大殿正中设石刻佛座莲台，供奉五米高释迦佛像，头顶有极大宝盖一双，周围挂金银珍珠和菩提子。旁有阿难、迦叶两尊者；左有骑青狮文殊菩萨，右有骑白象普贤菩萨；四周围绕十六尊者。

### 观音殿
因唐末年在寺前河东桥洞边得漂水一木，其形酷似观音，后请工匠稍事雕刻，即成观音大士佛像，供奉于殿内，故河东桥曰：“菩萨桥”。观音殿于明神宗万历八年（1580年）毁于大火；复建后再次毁于清军与太平战火。清同治十一年将全寺瓦砾堆于一处，叠石为山，命之曰“灵泉山”并建殿基上，即今之观音殿。

### 放生池与接凡桥
放生池原在天王殿后，池中央砌有拱形小石桥，名曰“仙桥”。池中除放生鱼类外，尚有大可一围龟头两双，据传清光绪年间张文祥为行刺南京为道台，练剑、磨刀于池畔。池后原有两人合抱之大础石及合抱粗梧桐树四株。十年浩劫期间池、桥、树均被毁。后重建“七宝池”和“接凡桥”，池宽25米，深36米，面积1016平方米，雨不满，旱不干，始终保持2米水位，不分春秋。池底植宝藕，池中开五色莲花。有金、银色小鱼数千条。池边36块石板立36尊石狮。新建的接凡桥长9米，宽44米，九品莲花九步高，左右两边石栏板雕石狮16对，且雌雄成双。周围百姓传说：“觉海寺里跑仙桥，免脱阴司奈何桥”。所以人人都要求“跑仙桥”。

### 圆通殿
中间莲台供杨枝观音菩萨，左有千手观音和药师佛，右有地藏菩萨和阿弥陀佛，殿前左右两旁有广玉蘭二枝，宝塔式珠珠柏整齐排列。

### 钟楼
楼高8米的，顶置1500公斤铜钟一只，甚为精美，钟顶铸昂首龙头一个，楼门题楹联曰：钟声鼓声声声如在，山色水色色色皆空。